# Casa Serdà Ros
La Casa Serdà Ros, o Casa Serdà i Vallès, és una obra del municipi de Vilafranca del Penedès (Alt Penedès) protegida com a bé cultural d'interès local. La Casa Serdà Ros està situada en la zona d'eixample vuitcentista urbanitzada a partir de l'enderrocament de l'antiga muralla medieval.
És un edifici entre mitgeres, de quatre crugies, format per soterrani, planta baixa i dos pisos. Té tribunes laterals i balcó corregut al primer pis. Al segons pis apareix una modulació de les obertures de tipus gòtica. Hi ha un gran espai de cornisa. És de llenguatge eclèctic.